# Schöpfungsgeschichte (Priesterschrift)

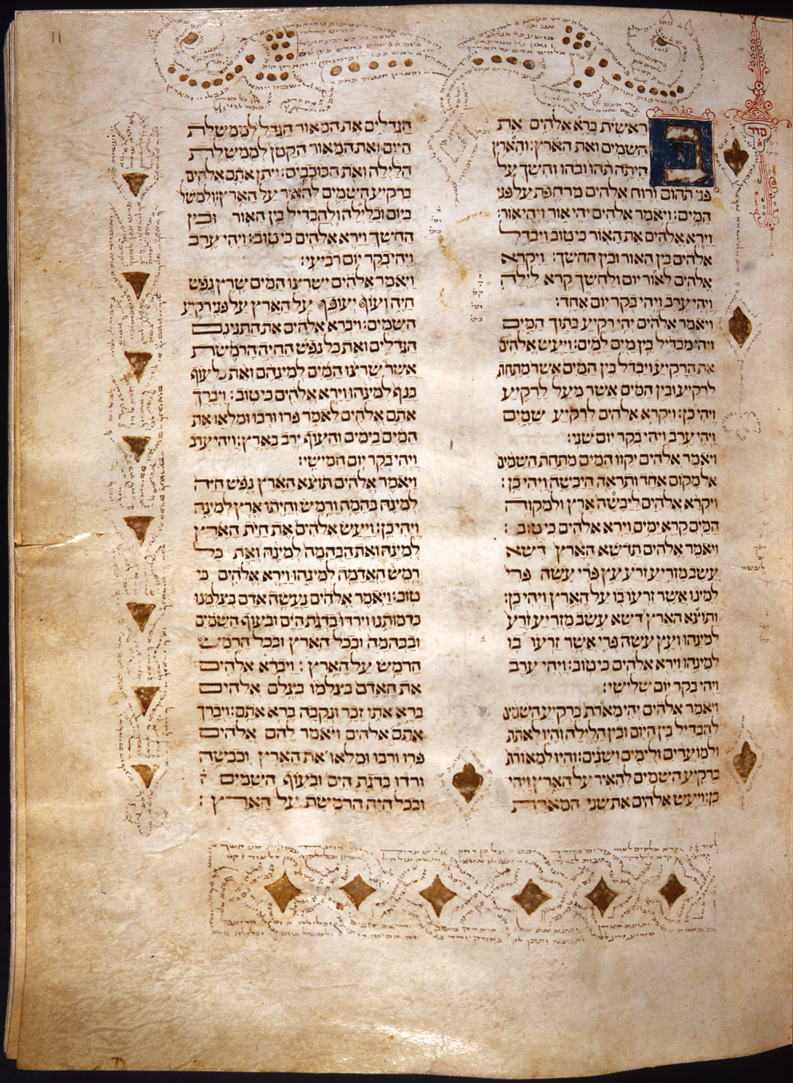
Genesis, Kapitel 1 in der Biblia de Cervera (um 1300, Biblioteca Nacional de Portugal). Die hebräische Initiale Bet ist hervorgehoben, die Ränder sind durch Schriftmalerei verziert

Als Schöpfungsgeschichte der Priesterschrift wird die Erzählung bezeichnet, mit der die Bibel beginnt (Genesis 1,1–2,3(4a)). Auch der Ausdruck Schöpfungsbericht (statt -geschichte) ist üblich.
Die „Priesterschrift“ war eine schriftliche Quelle, die von Redaktoren mit „vorpriesterschriftlichen“ (also älteren) Texten vereint wurde. Die Neuere Urkundenhypothese ist mittlerweile zwar umstritten, bzw. modifiziert, an der vorstehenden Ansicht jedoch hält die Mehrheit der Exegeten fest.
Die Priesterschrift beginnt mit dem Sechstagewerk der Schöpfung (Gen 1 ): Trennung von Licht und Finsternis, Schöpfung des Himmelsgewölbes, Trennung von Festland und Meer sowie Pflanzenwachstum auf der Erde, Schöpfung der Himmelskörper, Erschaffung der Tiere des Wassers und der Luft, Schöpfung der Landtiere sowie Menschenschöpfung. Die Ruhe Gottes am siebten Tag ist Ziel der Erzählung (Gen 2,1–3 ). Daran schließen sich direkt der Stammbaum Noachs (Gen 5 ) und die Sintfluterzählung an. Schöpfungs- und Sintfluterzählung ergänzen sich.
Die Bibel kennt den altorientalischen Gedanken einer Schöpfung durch Sieg der Gottheit über eine Chaosmacht; die Priesterschrift macht sich diese Vorstellung aber nicht zu eigen: Ohne auf irgendeinen Widerstand zu treffen, gestaltet Gott (Elohim) in sechs Tagen eine lebensfreundliche Erde aus einer Vorwelt, in der kein Leben möglich war. Er ordnet die Kreaturen ihrem Lebensraum Himmel, Meer oder Festland zu, segnet sie und beauftragt sie, ihr Habitat einzunehmen.
In der deutschsprachigen Bibelwissenschaft findet die Idee, das Sechstagewerk von Genesis 1  mit modernen naturwissenschaftlichen Erkenntnissen in Übereinstimmung zu bringen, wenig Interesse. Dabei enthält die priesterschriftliche Schöpfungsgeschichte durchaus „Wissenschaft“ nach den Maßstäben ihrer Entstehungszeit: Der Erzähler hatte Anteil an einem ostmediterran-nahöstlichen Kulturaustausch, der von Mesopotamien inspiriert war. Auch ägyptische Motive sind in die Erzählung eingegangen.
Impulse aus der Schöpfungsgeschichte der Priesterschrift werden in der theologischen Anthropologie aufgenommen, wobei es um die Würde von Männern und Frauen und ihren Umgang mit der Natur geht.
Zur Datierung und zum Verfasserkreis siehe den Hauptartikel Priesterschrift.

## Jüdische und christliche Zugänge zum Text
Im Judentum ist Gen 1,1–2,3 die erste Lesung im Wochenabschnitt Bereschit, wird also seit jeher als eine Sinneinheit betrachtet. Die Tora ist im strikten Sinn ein heiliger Text, das heißt, Wiederholungen, Auslassungen, das Auftreten derselben Wortwurzel und andere Besonderheiten des hebräischen Textes werden sorgfältig beobachtet und auf ihre Bedeutung hin befragt. Diese Auslegungstradition prägt die Bibelübersetzung von Franz Rosenzweig und Martin Buber. Der liberale Rabbiner Benno Jacob schrieb einen umfassenden Genesis-Kommentar (erschienen 1934, Nachdruck 2000), aus dem viele Einzelbeobachtungen am Text in der neueren christlichen Exegese rezipiert wurden.
Im Christentum wurden die ersten drei Kapitel der Genesis traditionell als eine Einheit betrachtet: „Schöpfung und Fall“, ein Spannungsbogen, der von der Weltschöpfung über die Schöpfung des Urmenschenpaares bis zur Vertreibung aus dem Paradies reicht. Dass die priesterschriftliche Schöpfungsgeschichte die Kapitelgrenze überschreitet, ist bis heute sichtbares Indiz dafür, dass der Text im christlichen Mittelalter nicht als Sinneinheit erkannt wurde. Im Christentum hat der genaue hebräische Wortlaut außerhalb des wissenschaftlichen Bereichs einen viel geringeren Stellenwert als im Judentum. Welcher Unterschied sich zwischen einer christlichen und einer jüdischen Übersetzung auftun kann, sieht man am Vergleich des Verses Gen 1,2c:
- „Vnd der Geist Gottes schwebet auff dem Wasser.“ (Martin Luther: Biblia Deudsch 1545)
- „Braus Gottes brütend allüber den Wassern“ (Martin Buber/Franz Rosenzweig: Die Schrift, erste Auflage. Rosenzweig äußerte sich in einem Brief an Buber 1925 begeistert über die damit gefundene Formulierung; trotzdem änderte die zweite Auflage „brütend“ in „spreitend“, und Buber entschied sich schließlich für „schwingend.“[3])

## Schritte der historisch-kritischen Exegese

### Textkritik
Angesichts des langen Überlieferungsweges der Hebräischen Bibel stellt die Textkritik zunächst den bestmöglichen Text fest. Sie geht vom masoretischen Text von Genesis 1,1–2,4a aus. Zu klären ist das Verhältnis zur antiken Übersetzung ins Griechische (Septuaginta), die einen erweiterten Text bietet. Die Erzählung der Schöpfungswerke folgt einem Schema. Die Septuaginta wendet es konsequenter an. Das erklärt die meisten Abweichungen vom masoretischen Text. Aber sowohl der samaritanische Pentateuch als auch die hier relevanten Qumran-Fragmente, Targum Onkelos und die Peschitta gehen bei der Befolgung des Schemas mit dem masoretischen Text. Dadurch ist die griechische Version verdächtig, ihre Vorlage frei und harmonisierend zu übersetzen: Der masoretische Text ist der Septuaginta vorzuziehen.
Ein Ertrag dieses Durchgangs besteht darin, dass man Kriterien an die Hand bekommt, mit denen man literarkritische Operationen beurteilen kann. Wenn beispielsweise Christoph Levin für die von ihm rekonstruierte schriftliche Quelle einen Satz aus der Septuaginta-Version in den masoretischen Text einfügt (siehe unten), so muss er gegen zwei Grundregeln der Textkritik argumentieren: lectio brevior (der kürzere Text) und lectio difficilior (der schwierigere Text) sind meist besser.

### Literarkritik
Gen 1,1–2,3(4a) ist ein sorgfältig formulierter Text. Trotzdem bestehen Spannungen („Haarrisse“). Schon Ende des 18. Jahrhunderts fanden Theologen es erklärungsbedürftig, dass acht Schöpfungswerke auf sechs Schöpfungstage verteilt sind. Die Literarkritik leistete Vorarbeit für die moderne Exegese, aber die von ihr erkannten Probleme sind nach Ansicht der meisten Exegeten nicht durch eine literarkritische Theorie zu lösen.

#### Schöpfungswerke und Schöpfungstage
Die folgende Tabelle zeigt die Verteilung der Schöpfungswerke auf sechs Tage und zwei mögliche Strukturierungen der priesterschriftlichen Erzählung.
| Zählung | Schöpfungswerk                 | Ordnungskategorie | Entsprechungen      | Tag                      |
| ------- | ------------------------------ | ----------------- | ------------------- | ------------------------ |
| 1       | Licht                          | Zeit              | Licht               | Erster Tag (Sonntag)     |
| 2       | Firmament                      | Raum              | Luftraum und Wasser | Zweiter Tag (Montag)     |
| 3       | Land und Meer                  | Raum              | Festland            | Dritter Tag (Dienstag)   |
| 4       | Pflanzen                       | Raum              | Pflanzennahrung     | Dritter Tag (Dienstag)   |
| 5       | Himmelskörper                  | Zeit              | Licht               | Vierter Tag (Mittwoch)   |
| 6       | Tiere des Wassers und der Luft | Raum              | Luftraum und Wasser | Fünfter Tag (Donnerstag) |
| 7       | Landtiere                      | Raum              | Festland            | Sechster Tag (Freitag)   |
| 8       | Menschen                       | Raum              | Pflanzennahrung     | Sechster Tag (Freitag)   |
|         |                                | Zeit              |                     | Sabbat                   |

#### Hypothesen der Textentstehung
Johann Philipp Gabler stellte 1795 als Erster die Argumente der Literarkritik zusammen und schlug eine Bearbeitungshypothese vor. Meist nahm man an, dass der Text einer älteren Quelle in das Schema von Sechstagewoche plus Ruhetag gepresst worden sei, so dass dem dritten und dem sechsten Tag je zwei Schöpfungswerke zugeordnet werden mussten. Die literarische Einheitlichkeit wurde aber mehrfach nachgewiesen; literarkritische Schichtungsversuche haben keine allgemeine Zustimmung gefunden.
Christoph Levin vertritt eine Minderheitsmeinung, indem er eine schriftliche Vorlage für Gen 1  rekonstruiert. Diese Quelle habe acht Schöpfungswerke aufgelistet (nur Tatbericht und Namengebung); der Tatbericht für die Trennung von Land und Meer fehlt im masoretischen Text und wird von Levin nach der Septuaginta (Gen 1,9 ) ergänzt. Jan Christian Gertz hält es für möglich, dass es eine Vorlage dieser Art gab, sie lasse sich aber nicht mehr literarkritisch abgrenzen.

### Überlieferungskritik
Die Überlieferungskritik erklärt die „Haarrisse“ so: Der Verfasser war nicht frei darin, einen völlig neuen Text zu schreiben. Er fügte Passagen ein, die in der mündlichen Überlieferung schon eine feste Form gewonnen hatten. Gerade eine Schöpfungsgeschichte bietet sich als Stoff an, der mündlich weitergegeben wurde.

#### Wortbericht und Tatbericht
Werner H. Schmidt nahm eine ältere Erzählung (Tatbericht) an, die später durch den Wortbericht sowie die Zählung der Wochentage ergänzt und korrigiert worden sei. Odil Hannes Steck wandte dagegen ein: „… daß der «Tatbericht» im Verlauf der Überlieferung gegen alle Sachnotwendigkeit ständig weiter mitgeschleppt worden ist, spricht gegen die Analyse und ihre leitenden Voraussetzungen.“ Es lasse sich keine ältere, mündlich umlaufende Schöpfungserzählung rekonstruieren. Man stoße nur auf nur mündlich überlieferte Einzelmotive, die vom Verfasser der Priesterschrift in ein Konzept gebracht worden seien. Dem stimmen andere Exegeten zu.

#### Schema eines Schöpfungstages
Schmidt prägte für die formelhafte Sprache, in der die einzelnen Schöpfungstage erzählt werden, eine Reihe von Begriffen, die von Alttestamentlern weiter benutzt werden.
| Wortbericht         | hebräisch וַיֹּמֶר אֱלֹהִים ṿayyomer ʾelohim, deutsch ‚Und Gott sprach‘                                                     | Konstante Formel, mit der alle Schöpfungswerke eingeleitet werden. |
| Vollzugsbestätigung | hebräisch וַיְהִי־כֵן ṿayhi-khen, deutsch ‚Und so geschah es‘                                                            | Die Formel folgt auf den Wortbericht und ist nach Schmidt auf diesen bezogen. Steck untersuchte das Auftreten der Formel ṿayhi-khen an anderen Stellen der Hebräischen Bibel: Sie bestätige nicht den Vollzug eines Auftrags, sondern unterstreiche die innere Beziehung zwischen einem Wort und dem nachfolgenden Geschehen. Etwas sei genau so eingetreten, wie es angesagt worden war (Steck: „Feststellung folgerichtiger Entsprechung“). Im Sinne Stecks müsste man statt „Und so geschah es“ übersetzen: „Und es geschah folgendermaßen…“ |

Schematisch grafische Darstellung der althebräischen Kosmogonie, nach den Inhalten des Tanach konstruiert. (Bezeichnungen in englischer Sprache)

| Tatbericht          | „Und Gott schied / machte / schuf“                                                                                   | Meist als Tat Gottes, aber die Pflanzen werden von der Erde hervorgebracht. Nach Schmidt sind die Tatberichte zusammengenommen (mit Namensgebungen und Billigungsformeln) eine ältere mündliche Tradition, nach Levin (Tatberichte mit Namensgebungen) eine dem Verfasser der Schöpfungsgeschichte vorliegende Quellenschrift. |
| Namengebung         | hebräisch וַיִּקְרָא אֱלֹהִים לְ ṿayyiḳraʾ ʾelohim le, deutsch ‚Und Gott nannte‘                                              | Nur bei den ersten drei Werken, die folgenden werden nicht benannt. |
| Billigungsformel    | hebräisch וַיַּרְא אֱלֹהִים כִּי־טֹוב ṿayyarʾ ʾelohim ki-ṭov, deutsch ‚Und Gott sah, dass es gut war‘                          | Wie die Vollzugsbestätigung zum Wortbericht gehöre, so Schmidt, beziehe sich die Billigungsformel auf den Tatbericht. Als Sitz im Leben der Formel vermutete er die Qualitätskontrolle des Handwerkers nach getaner Arbeit. |
| Tagesformel         | hebräisch וַיְהִי־עֶרֶב וַיְהִי־בֹקֶר יֹום x ṿayhi-ʿerev ṿayhi-voḳer yom x, deutsch ‚Es wurde Abend und es wurde Morgen: Tag x‘ | Konstante Formel, nach Schmidt und anderen eine spätere Zufügung zur mündlich tradierten Schöpfungsgeschichte. Der Tag wird vom Einbruch der Dunkelheit an gerechnet; Abend und Morgen stehen als Anfänge für alle Nacht- beziehungsweise Tagesstunden. |

### Redaktionskritik
Auf die priesterschriftliche Schöpfungsgeschichte folgt im Endtext der Bibel, wie er heute vorliegt, die sogenannte jahwistische Schöpfungsgeschichte in Genesis 2 . Sie gehört zu den älteren Stoffen, die erst spät von einem Redaktor mit der Priesterschrift zusammengefügt wurden. An sich nehmen die beiden Texte keinen Bezug aufeinander, sie ergänzen oder korrigieren sich nicht.
Die Entdeckung zweier Schöpfungsberichte in den ersten Kapiteln der Genesis gelang dem Hildesheimer Pfarrer Henning Bernhard Witter schon 1711. Er ging davon aus, dass Mose den Pentateuch verfasst habe. Mose habe aber ältere Gedichte in sein Werk aufgenommen. Gen 1,1–2,3 sei ein altes Schöpfungsgedicht. Witters Kriterium zur Unterscheidung der beiden Schöpfungsberichte war die Verschiedenheit der Gottesnamen Elohim (in Gen 1,1–2,3) und JHWH (in Gen 2,5ff). Witters Schrift, Jura Israelitarum,  stieß auf den Widerspruch seines Zeitgenossen Johann Hermann von Elswich und wurde erst im 20. Jahrhundert gewürdigt.

#### Gen 1,29–30 (Gebot vegetarischer Ernährung)
Die gängige Ergänzungshypothese zur Priesterschrift vorausgesetzt ist zunächst zu klären, ob im Text von Gen 1,1–2,4a außer der Grundschrift Pg auch nachträgliche Hinzufügungen identifiziert werden können. Das Gebot vegetarischer Ernährung, Gen 1,28–30 , steht am ehesten im Verdacht, sekundärer Zuwachs Ps zu sein. Dieser Text hat aber nach der Analyse von Arneth bei der Abfassung von Gen 9,1–3  fertig vorgelegen, und beide Textabschnitte gehören der Grundschrift Pg an.
Dem Leser begegnet also am Anfang der Bibel eine Erzählung, die einst auch der Auftakt der Quelle Priesterschrift war, und zwar ohne nachträgliche Hinzufügungen. Deshalb ist zu erwarten, dass die Intentionen der Priesterschrift hier am Anfang deutlich hervortreten. Wenn das Ziel der Erzählung die Ruhe Gottes am siebten Tag ist (Gen 2,1–3 ), könnten in diesen Sätzen Motive anklingen, die später von der Priesterschrift wieder aufgenommen werden.

#### Gen 2,4a (Toledotformel)
In Gen 2,4  erkennt man den Endredaktor bei der Arbeit, wie er zwei bisher unabhängige Schöpfungstexte zusammenfügt. Wo genau bricht die Priesterschrift ab, wo setzt die ältere Tradition („Jahwist“) ein, und gibt es eine Überleitung zwischen beiden, die erst der Endredaktor geschaffen hat?
Im Vers 4a begegnet die sogenannte Toledotformel („Dies ist der Stammbaum / die Entstehungsgeschichte von…“), ein für die Priesterschrift typisches Gliederungselement. Sie ist sonst immer als Überschrift über den folgenden Text zu verstehen, hier aber als Unterschrift. Der Erzählfaden der Priesterschrift wird mit Gen 5,1 , auch einer Toledotformel, wieder aufgenommen. Die Schwierigkeit ist damit eine doppelte: die Toledotformel wird in unüblicher Weise verwendet, und es treffen zwei Toledotformeln aufeinander.
- Ein Lösungsvorschlag ist, den Satz von 2,4a EU an seinen vermeintlich ursprünglichen Ort zu ziehen und als Titel über Gen 1,1ff EU zu setzen. Damit tritt der Satz aber in Konkurrenz zum Mottovers Gen 1,1 EU. Das ist weniger wahrscheinlich.
- Schon Gerhard von Rad und andere hatten in 2,4a EU den Zusatz eines Redaktors zur Priesterschrift gesehen, eine Lösung, die neuerdings Befürworter gewonnen hat.[30] Walter Bührer versteht 2,4a EU als redaktionellen Teilvers zwischen den beiden Schöpfungsberichten, der synchron betrachtet die Überschrift über den folgenden Text bilde.[31] Umgesetzt hat dies die revidierte Einheitsübersetzung. Sie behandelt Gen 2,4 EU als Auftakt des zweiten (sogenannten jahwistischen) Schöpfungsberichts.
- Martin Arneth, Peter Weimar[32] und andere vertreten aber weiterhin die klassische Position. Arneth sieht in Gen 1,1 EU und Gen 2,4a EU den Rahmen um die Schöpfungsgeschichte; beide Sätze seien chiastisch aufeinander angelegt.[33]

Auch wenn in der aktuellen Forschung kein Konsens besteht, spricht also einiges dafür, dass der Vers 2,3  der Schlusssatz der priesterschriftlichen Schöpfungsgeschichte war und die Fuge an dieser Stelle verläuft und nicht, wie lange Zeit Konsens der Exegese war, mitten durch Vers 2,4 .

## Motivgeschichtliche Aspekte

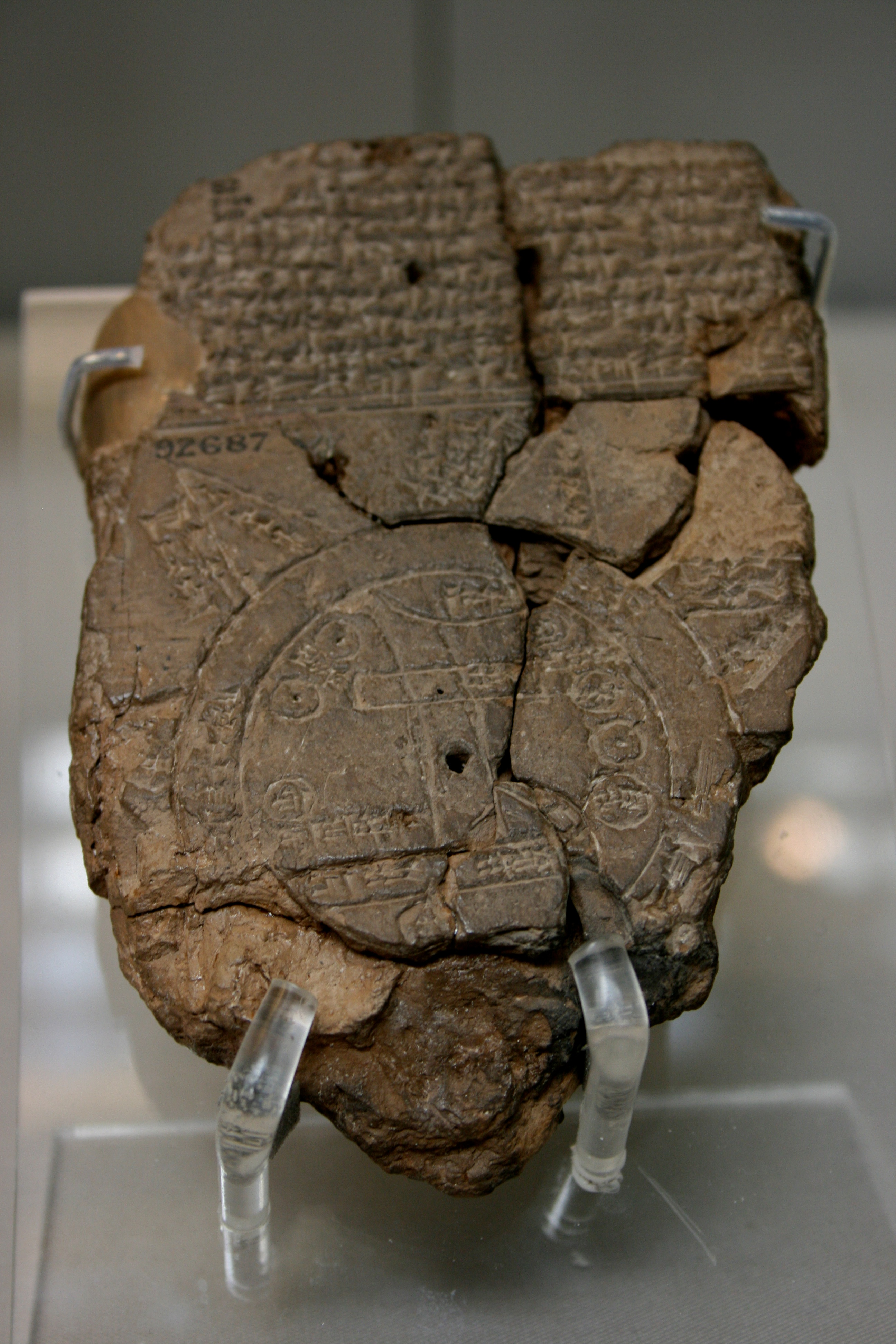
Babylonische Weltkarte: vom Wasser umgebene runde Erdscheibe

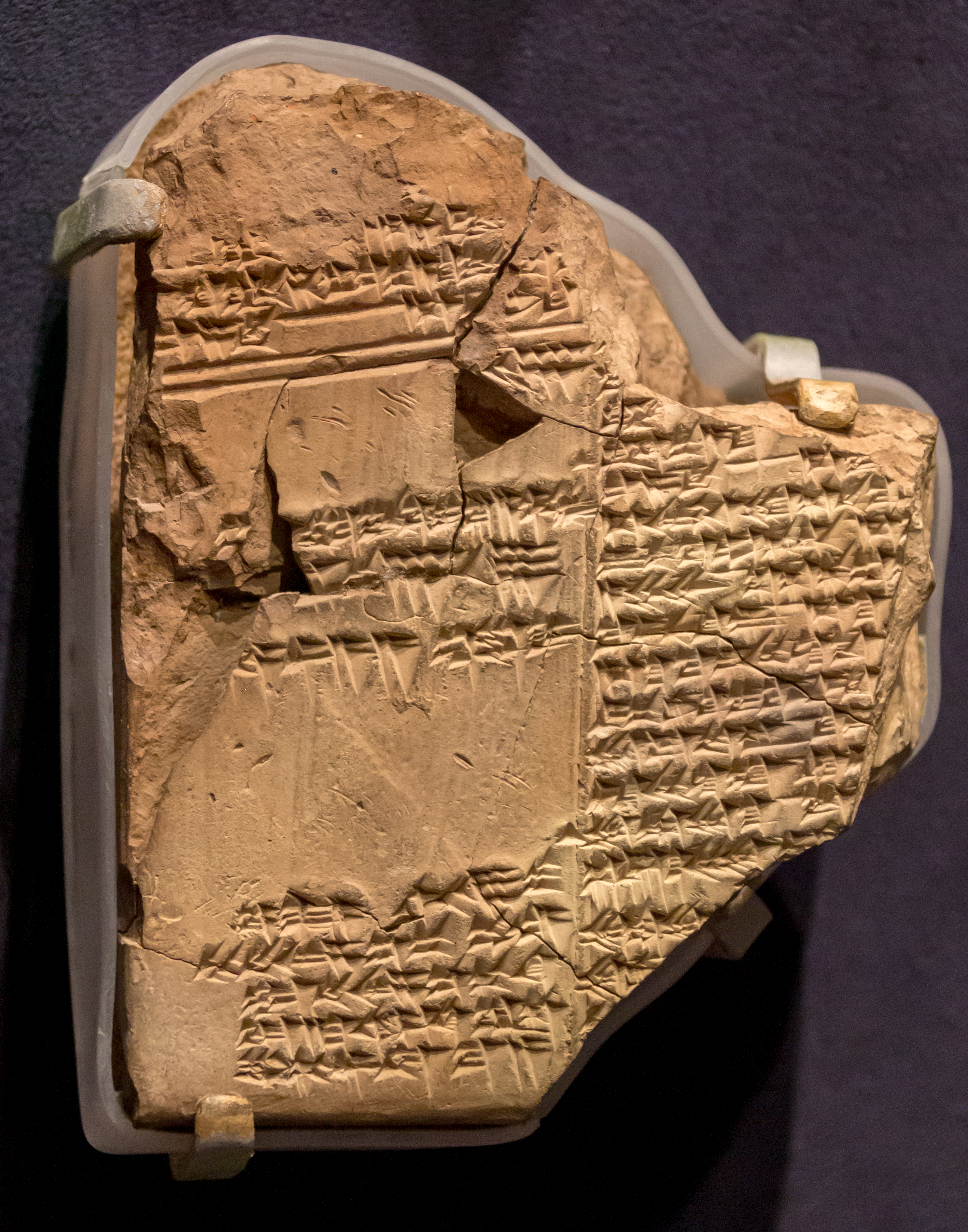
Tontafel mit Fragment des Atraḫasis-Epos, um 1646–1626 v. Chr. (Morgan Library & Museum)

Hermann Gunkel stellte 1894 die These auf, dass die Autoren von Genesis 1  babylonische Stoffe als etwas Eigenes rezipiert und zugleich in einer Art Läuterungsprozess umgeformt hätten. Seitdem wird der priesterschriftliche Schöpfungsbericht vor allem mit Motiven aus dem Enûma elîsch verglichen. Diese Engführung kommt auch dadurch zustande, dass Claus Westermann in seinem großen Kommentar zur Urgeschichte einen religionsgeschichtlichen Schwerpunkt setzte, den Text des Atraḫasis-Epos aber erst zugänglich wurde, als die erste Lieferung des Kommentars bereits gedruckt war.
Noch 1997 wies Bauks darauf hin, dass man nicht recht wisse, wie die Verfasser der Priesterschrift von diesen viel älteren Quellen Kenntnis erhielten. Dazu entwarf Gertz 2018 folgendes Szenario: Die Verfasser der Schöpfungsgeschichte bezogen ihr Weltwissen aus dem mesopotamischen, ägyptischen, aber auch griechischen Kulturraum. Die Systematisierung der Lebewesen beispielsweise erinnere an die Naturphilosophie der Vorsokratiker (Anaximander, Anaximenes) die ihrerseits Kenntnis von neuassyrischen Texten gehabt hätten. Man könne von einem ostmediterran-nahöstlichen Kultur- und Wissenschaftsraum sprechen, der vor allem von Mesopotamien inspiriert sei. Auch das alttestamentliche Buch Ezechiel habe Teil gehabt an diesem Informationsaustausch.
Im Folgenden werden nur einige Stoffe aus Israels Umwelt vorgestellt, die zum Verständnis der priesterschriftlichen Schöpfungsgeschichte interessant sind. Die Liste könnte erweitert werden, beispielsweise um antike Texte, die Vegetarismus als Ernährungsweise der urzeitlichen Menschen beschreiben.

#### Enûma elîsch

Schematische Darstellung sumerische Kosmogonie.
Die Priesterschrift beschreibt die Weltschöpfung als Werk eines Gottes, der in einem kompakten Schöpfungsakt erst eine Welt schafft und dann den verschiedenen Kreaturen ihren Ort darin zuweist. Im Enûma elîsch, den babylonischen Schöpfungsmythos, dagegen befindet sich die urzeitliche Welt in einem Prozess ständiger Veränderung, aus dem erst allmählich klare Strukturen hervortreten. Das Epos feiert den Gott Marduk. Daraus ergeben sich einige Berührungspunkte zum Bibeltext: Auch Marduk ist für seine Verehrer fähig zur Schöpfung durch das Wort. Er kann Sternzeichen durch seinen Befehl verschwinden lassen. Verglichen mit Marduk können die Astralgötter als bloße „Sternenschafe“ bezeichnet werden.
Die babylonischen und späteren assyrischen Konzepte, basierten auf den ursprünglicheren, älteren sumerischen Mythologien. Den Himmel, An (türkis), stellten die Sumerer sich als eine geschlossene Kuppel vor mit einem Zentrum aus festem Land, Uraš (grün, später auch Ki), und einem Süßwasserozean (nicht abgebildet) unter der Erde vor, umgeben von einem ursprünglichen Salzwasser-Meer, Absu (blau). Unter der Erdschicht befinde sich die Unterwelt Kur (rot), wobei beide durch einen Ozean aus Süßwasser getrennt seien. Das Ganze sei eingebettet in das Urmeer Nammu (grau). Die Aspekte der Kosmogonie waren auch personifizierte Gottheiten.

### Mesopotamien

#### Atraḫasis-Epos
Im Atraḫasis-Epos werden die Menschen geschaffen, um den Göttern Arbeit abzunehmen. Sie leben in einer instabilen Weltordnung mit ungewissem Schicksal. Die Götter werden der Menschen überdrüssig und beschließen, sie durch eine Sintflut zu vernichten. Die Verbindung von Schöpfungserzählung und Fluterzählung ist konstitutiv für die Priesterschrift, auch wenn die Flut anders motiviert ist. Somit ist das Atraḫasis-Epos nicht nur in Einzelmotiven, sondern in seiner Konzeption mit der Priesterschrift vergleichbar.

#### Schöpfungsbericht des Berossos
Eine große Ähnlichkeit zur Priesterschrift hat die Schöpfungserzählung des Marduk-Priesters Berossos: „Es habe, so sagt er, eine Zeit gegeben, in welcher das All Finsternis und Wasser war … Da habe Bel, den man mit Zeus übersetzt, die Finsternis mitten hindurchgeschnitten und so Erde und Himmel voneinander geschieden und die Welt geordnet.“ Nach Russell Gmirkin finden sich die Parallelen der Genesis mit dem Enûma elîsch auch bei Berossos. Aber Berossos und Genesis haben darüber hinaus Gemeinsamkeiten, zum Beispiel die Schöpfung der Tiere, die das Enûma elîsch auslässt.

### Levante

#### Nordwestsemitischer Chaoskampf-Mythos
Zur möglichen Rezeption dieses Mythos in Jerusalem siehe: Thronbesteigungsfest JHWHs.
In Mesopotamien, Ugarit und auch in Israel war die Vorstellung verbreitet, dass der Schöpfergott das Chaoswasser in einem Kampf niederwerfen muss, damit eine bewohnbare Welt entstehen kann. Georg Fohrer formulierte 1972 einen Konsens der Forschung, wenn er enge Berührungen zwischen Gen 1,2  und dem Chaoskampf-Mythos konstatierte: „Wasser und Finsternis als Merkmale des Chaos, die Entstehung der Welt durch Spaltung der Urflut (Tiamat-Tehom) und den Aufbau der Welt.“ Heute wird hebräisch תְּהוֹם tehom, deutsch ‚Urmeer, Urflut‘ etymologisch von gemeinsemitisch *tiham „Meer“ hergeleitet. Der Name der Gottheit Tiamat stammt auch von dieser Wurzel. In dem Wort tehom schwingt also nicht schon die Erinnerung an den Tiamat-Mythos mit, wie Forscher der Generation Fohrers annahmen.

#### Statue des Hadad-yis’i
Die assyrisch-aramäische Bilingue auf der Basaltstatue von Hadad-yis’i von Tell Fecheriye ist in doppelter Hinsicht interessant.
Sie ist ein epigraphischer (altaramäischer) Beleg für das in Gen 1,26  vorkommende Begriffspaar hebräisch צֶלֶם tselem, deutsch ‚Bild, Abbild, Statue‘ und hebräisch דְּמוּת demut, deutsch ‚Nachbildung, Gestalt, Abbild‘. Demnach sind die beiden Begriffe praktisch bedeutungsgleich. Zweitens erfährt man, welche Funktion die Statue hatte: Sie repräsentierte den abwesenden König. Das Bild konnte Aufgaben übernehmen, die dem König zukamen, und Wohltaten (Bonifikationen) stellvertretend für den König empfangen.

### Ägypten

#### Altägyptische Königsideologie
Siehe auch: Der König als konkretes Abbild Gottes
Seit der Zweiten Zwischenzeit galt der Pharao als irdisches Abbild der Gottheit. „Entscheidend ist dabei der Sachverhalt, daß das «Bild» (der König) nicht das Abbild einer vorgestellten Gestalt (der Gottheit) ist, sondern ein Körper, der der Gottheit eine leibliche Gestalt gibt.“ Diese Herrschaftslegitimation wird als Hintergrund für die Rede vom Menschen als Gottesstatue in Gen 1,26  angesehen.

#### Schabaka-Stein
Mit dem sogenannten Denkmal memphitischer Theologie auf dem Schabaka-Stein begründete die Priesterschaft von Memphis den Vorrang des Gottes Ptah. Dieser lässt als Schöpfergott alle Dinge in seinem Herzen entstehen, und seine Zunge überträgt sie als Befehl. Nach Abschluss seines Schöpfungswerks ruht Ptah. Jan Assmann datierte diesen Text in die Spätzeit; damit rückt er in zeitliche Nähe zur Priesterschrift. Assmann wies aber auch auf zwei wesentliche Unterschiede zu Genesis 1  hin: das „Herz“ stehe für die planende Konzeption der Schöpfungswerke, ihr Design; die Hieroglyphenschrift sei ein Zeichenrepertoire, das den Schöpfungswerken entspreche. So erschaffe Ptah alle Dinge mit ihren Hieroglyphen.

## Text der Schöpfungsgeschichte

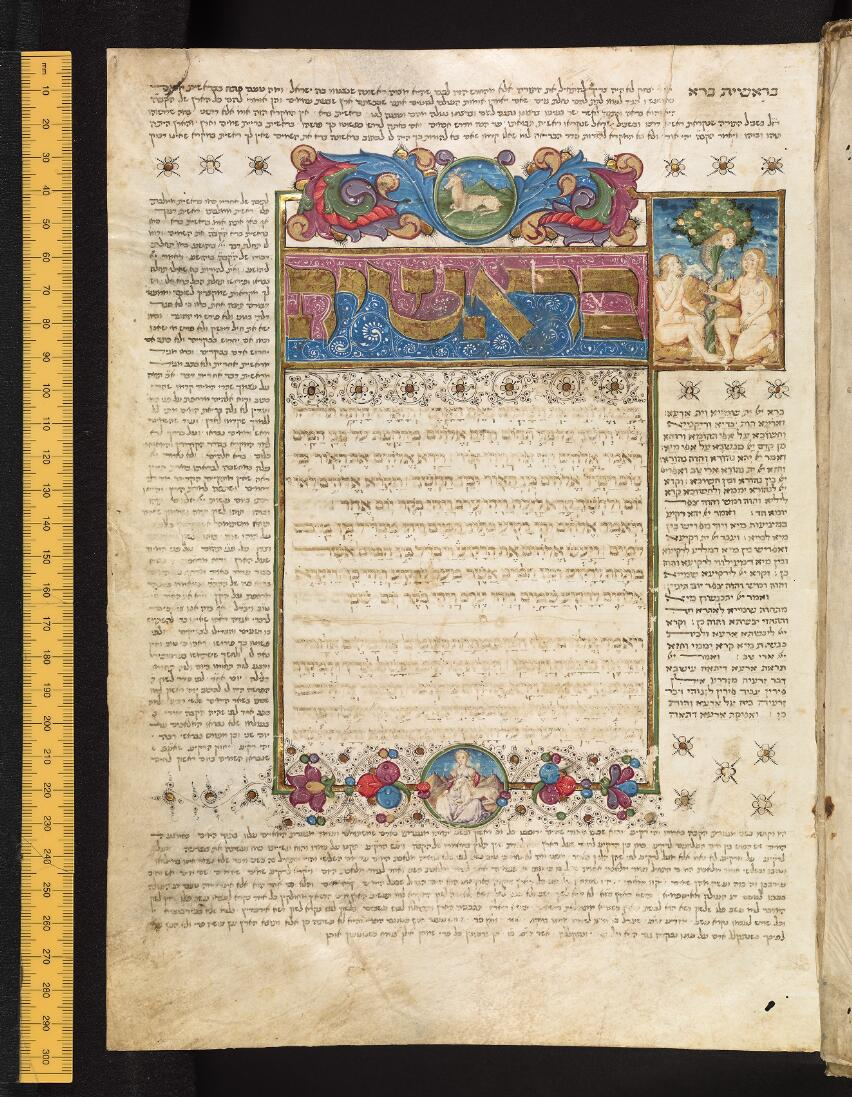
Anfang von Genesis 1, masoretischer Text (Mitte) mit Targum Onkelos, Haftara und Kommentaren (Norditalien 1472, Bodleian Library, Signatur: MS. Canonici Or. 62). Farbig hervorgehoben ist das erste Wort:

### Mottovers (Gen 1,1)
Gleich das erste Wort der Bibel, hebräisch בְּרֵאשִׁית bereʾshit, deutsch ‚am Anfang, von Anfang an, zuerst‘, ist in seiner Deutung kontrovers. Nach einer Wortfeld-Analyse kam Bauks zu dem Ergebnis, dass die Mehrdeutigkeit des Begriffs ein Kunstgriff des Erzählers sei. Sie erlaube „die Deutung als absoluten Anfangszeitpunkt, als Beginn des göttlichen Schöpfungshandelns und als Früh- bzw. Vorzeit der Geschichte Israels.“
Ist hebräisch בְּרֵאשִׁית bereʾshit als Status absolutus zu verstehen, so fehlt der Artikel. Deshalb übersetzen Septuaginta und Targum Onkelos: „In einem Anfang…“. Liegt ein Status constructus vor, so fehlt das Nomen rectum, das die Frage: „Am Anfang wovon?“ beantworten könnte. Man hilft sich hier, indem man den Rest von Gen 1,1  als Ersatz für ein Nomen rectum auffasst. Syntaktisch ist der Beginn des Textes deshalb schwierig: „Ist 1,1 ein Hauptsatz oder ein untergeordneter Temporalsatz? Ist der Hauptsatz, wenn 1 Nebensatz ist, Vers 2 oder Vers 3?“ Westermann entschied sich wie die Mehrheit der Übersetzer dafür, Vers 1 als Hauptsatz und Überschrift aufzufassen. Zwingend ist dies aber nicht. Man kann Gen 1,1  auch als adverbialen Vordersatz verstehen: „Als Gott begann, Himmel und Erde zu schaffen, war die Welt noch wüst und wirr, und der Gottesatem bewegte sich über dem Wasser.“
In Gen 1,1  begegnet ein Verb, das exklusiv für Gottes Schöpferhandeln gebraucht und nie mit einer Materialangabe verbunden wird: hebräisch ברא baraʾ. Es ist erst in exilischen oder späteren Texten belegt, neben der Priesterschrift besonders im Buch Jesaja (sogenannter Deuterojesaja und Fortschreibungen). Dort steht es für vergangenes Schöpferhandeln ebenso wie für zukünftige Neuschöpfung, in der Priesterschrift aber nur für die Weltschöpfung.
Es ist heute Konsens der Forschung, dass „Himmel und Erde“ als Merismus die bibelhebräische Bezeichnung für den Kosmos ist. Gen 1,1  ist nach Ansicht vieler Exegeten wie eine Überschrift der Schöpfungsgeschichte vorangestellt und bildet mit Gen 2,3  einen Rahmen.

### Vorweltschilderung (Gen 1,2–3)
Westermann arbeitete heraus, dass die Aussagen in Gen 1,2  zu den aus religionsgeschichtlichen Parallelen wohlbekannten „Als-noch-nicht“-Formulierungen gehören. Sie grenzen die Schöpfungswelt von einem eigentlich nicht beschreibbaren Vorher ab.
Vers 2 stellt dem Leser die drei Größen Erde (als tohu ṿavohu, Lutherübersetzung: ‚wüst und leer‘), hebräisch חֹשֶׁךְ ḥoshekh, deutsch ‚Finsternis‘ und hebräisch תְּהוֹם tehom, deutsch ‚Urmeer, Urflut‘ vor. Sie werden nicht geschaffen, sondern sind bei der Schöpfung vorausgesetzt. Das Tohuwabohu, hebräisch תֹּהוּ וָבֹהוּ tohu ṿavohu, ist im Deutschen sprichwörtlich: Der erste Teil der Formel (tohu) bezeichnet eine Umwelt, in der Menschen nicht überleben können. Der zweite Teil (vohu) ist lautmalend hinzugebildet. Er hat keine selbständige Bedeutung. Die „Urnacht“ ḥoshekh stellt als „Nicht-Licht“ das Kontrastbild zum Auftakt der Schöpfung dar. Tehom ist das tiefe Meer, was eine gewisse Gefährlichkeit impliziert, aber auch die Urquelle, die das Land fruchtbar macht. Da der Erzähler nicht zwischen Süß- und Salzwasser unterscheidet, entsteht für ihn auch nicht das Problem, wie Pflanzen durch Meereswasser wachsen können. Dagegen unterscheiden babylonische Texte zwischen dem Süßwasserozean (Apsu) und dem Salzwasserozean (Wasser des Todes).
Das Bedeutungsspektrum von hebräisch רוַּח ruaḥ umfasst „alle Arten von bewegter Luft.“ Die „ruaḥ Gottes“ wird von manchen Auslegern als „Gottessturm“ übersetzt, im Sinne eines Superlativs: ein starker Sturm. Diese aus der jüdischen Tradition (Philo, David Kimchi) stammende Deutung hat auch in der christlichen Exegese einige Vertreter, kann aber als Minderheitsmeinung gelten. Zwei alternative Deutungen stehen dann zur Verfügung: Während manche Exegeten die ruaḥ als Gottes Werkzeug bei der Schöpfung sehen, halten andere für möglich, dass diese ruaḥ Gott in seiner vorweltlichen Existenzform sei. „Ähnlich einem israelischen Pendant zum Urlotus, Urei oder zur Nilgans, scheint in dem Windhauch das Göttliche als anwesend gedacht zu sein, ohne zu agieren und seine Kraft bereits entfaltet zu haben.“

### Sechs Schöpfungstage

#### Erster Tag: Tag und Nacht (Gen 1,4–5)
Auf das Schöpferwort hin ist Licht eingeflutet und hat die Vorwelt „in einen trüben Dämmerzustand versetzt.“ Gott scheidet das Urlicht vom Chaosdunkel. So entstehen Tag und Nacht. Indem Gott sie benennt, unterstellt er sie seiner Herrschaft. Das ist besonders im Fall von Finsternis und (am Folgetag) Urflut bedeutsam, weil hier Gegebenheiten der Vorwelt transformiert werden.

#### Zweiter Tag: Firmament (Gen 1,6–8)
Gott „macht“ das Himmelsgewölbe, hebräisch רָקִיעַ raḳiʿa, zur vertikalen Trennung des Wassers. Das Wort bedeutet eigentlich Gestampftes, Gehämmertes. Gemeint ist „jene Himmelsbläue, die sich über die Erde zu wölben scheint.“ Wie das Gewölbe beschaffen ist und was über dem Gewölbe ist, interessiert nicht weiter. Ganz anders die Visionen im Ezechielbuch (Ez 1,22–26 ; Ez 10,1 ) und mesopotamische Texte, die eine Himmelsgeographie beschreiben. Cornelis Houtman hielt es für unzulässig, Elemente aus anderen Bibeltexten, etwa die Säulen oder Fenster des Himmels, als Ausschmückung des Gemeinten in die Schöpfungsgeschichte einzutragen. Den Erzähler interessiere hier nur der Zweck des raḳiʿa: er schützt die Erde und ihre Bewohner vor den oberen Wassern, die er zurückhält.

#### Dritter Tag: Festland und Pflanzenwelt (Gen 1,9–13)
Der dritte Schöpfungstag bringt das Werk des zweiten Schöpfungstages zum Abschluss. Dort hat Gott das obere vom unteren Wasser geschieden, hier wird das untere Wasser an seinem Ort, dem Meer, zusammengezogen, so dass Festland hervortritt, dem sich das Interesse des Erzählers zuwendet. Gott gibt von seiner Schöpfermacht etwas an die Erde ab: „Es ergrüne die Erde im Grünen.“ Pflanzen galten nicht als Lebewesen, da man an ihnen keinen Lebensatem beobachtete. „Den Erzähler interessiert nicht, daß es auf der Erde Berge und Täler gibt, sondern daß sie der gedeckte Tisch für Lebewesen ist.“

#### Vierter Tag: Sonne, Mond und Sterne (Gen 1,14–19)
Erst Tag vier bringt, für den modernen Leser an dieser Stelle überraschend, die Schöpfung der Gestirne – nachdem das Licht ja schon seit dem ersten Tag vorhanden ist.
Schmidt und andere sehen in dem Abschnitt Gen 1,14–19  eine Polemik gegen Astralreligionen: Der priesterschriftliche Erzähler habe die Himmelslichter zu „Lampen“ degradiert und vermeide es, Sonne und Mond beim Namen zu nennen. Eine polemische Spitze gegen andere Religionen nehmen aber nicht alle Exegeten an. Man kann auch argumentieren, dass die Priesterschrift durchgängig Kategorien bilde, in die die Lebensformen einsortiert werden; „Lichter“ sei der Oberbegriff für Sonne und Mond.
Sie bekommen drei Aufgaben zugewiesen:
1. den Tag und die Nacht zu unterscheiden (diese Aufgabe hatte Gott am ersten Schöpfungstag selbst wahrgenommen[92]);
2. die Orientierung im Jahreslauf zu ermöglichen;
3. die Erde zu beleuchten.

#### Fünfter Tag: Tiere des Wassers und der Luft (Gen 1,20–23)
Ab Tag fünf geht es um die Schöpfung von Lebewesen. Genau wie in den Gottesreden des Buches Ijob wird in Gen 1,20–23  eine Tierwelt beschrieben, die nicht nach der Nützlichkeit für den Menschen beurteilt wird. Sie umfasst auch unheimliche, gefährliche Lebensformen. Dies ist ein möglicherweise interessanter Impuls für die heutige Umweltethik. Der Blick beginnt bei den Seeschlangen (hebräisch תַּנִּינִם tanninim) und geht über das „Gewimmel“ der Wassertiere weiter zu den flugfähigen Tieren. Die Vielfalt der Lebewesen wird in Vers 20 durch eine zweifache Figura etymologica ausgemalt:
- hebräisch יִשְׁרְצוּ … שֶׁרֶץ yishretsu sherets, deutsch ‚Gewimmel soll wimmeln…‘;
- hebräisch וְעֹוף יְעֹופֵף ṿeʿof yeʿofef, deutsch ‚…und Flugtiere sollen fliegen‘.

Gott stattet – ein neues Element der Erzählung – die Kreaturen mit seinem Segen aus. Sie sollen sich vermehren und ihr Habitat einnehmen.

#### Sechster Tag: Landtiere und Menschen

##### Landtiere (Gen 1,24–25)
Die Einordnung der vielgestaltigen Tierwelt in Gruppen ist eine Form altorientalischer „Wissenschaft“ und speziell für die Priesterschrift ein wichtiges Thema (Opfer- und Speisegebote). Das hat mit moderner Zoologie keine Ähnlichkeit, wie die Aufteilung der Landtiere in Gen 1,24–25  deutlich zeigt:
- hebräisch חַיַּת הָאָרֶץ ḥayyat haʾarets, deutsch ‚Wild‘;
- hebräisch בְּהֵמָה behemah, deutsch ‚Vieh‘;
- hebräisch רֶמֶשׂ remeś, deutsch ‚kriechendes Kleingetier‘, beispielsweise Reptilien, Kleinsäuger, Insekten.[95]

Sie alle konkurrieren mit dem Menschen um den Lebensraum Festland. Deshalb unterbleibt in ihrem Fall der Segen und der damit verbundene Auftrag, den Lebensraum zu füllen. Diese Deutung stammt aus dem Genesis-Kommentar von Benno Jacob und kann als Beispiel für Impulse gelten, die heutige christliche Exegese aus der jüdischen Auslegungstradition aufnimmt.

##### Menschen (Gen 1,26–28)

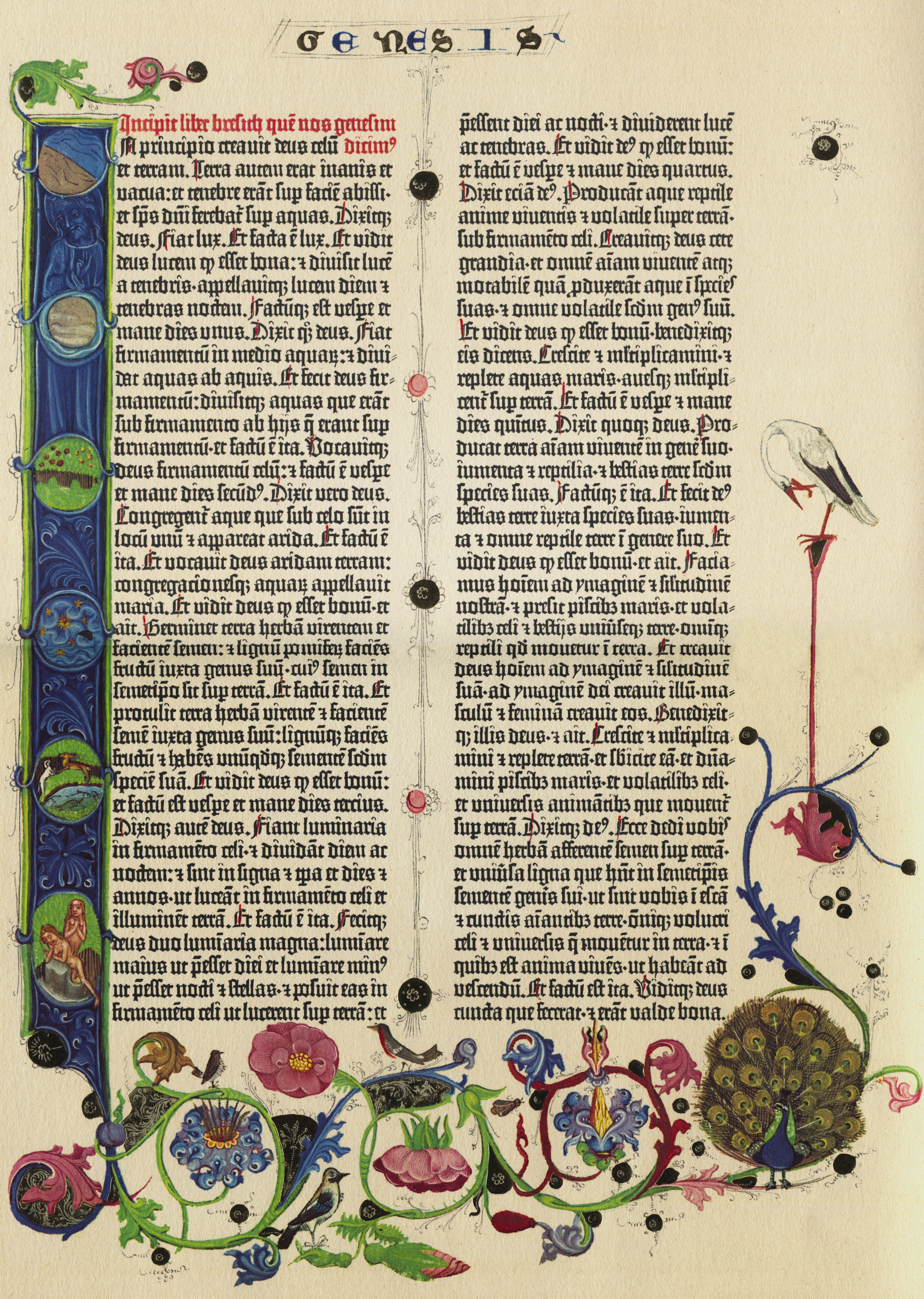
Genesis, Kapitel 1 der Vulgata, Gutenberg-Bibel (um 1455, Staatsbibliothek Berlin)

Die Illustration der Gutenberg-Bibel zu Genesis 1 (Foto) zeigt, dass die Menschenschöpfung Gen 1,26–28  in der christlichen Tradition üblicherweise mit den Angaben aus Gen 2,7.21–22  illustriert wurde. Es gibt ein Urmenschenpaar, und die Frau wird aus der Seite oder Rippe des Mannes geschaffen. Anders die Priesterschrift: Gott erschafft die Menschheit; bei Mensch und Tier sind es „Genera, aber nicht Einzelexemplare, die erst für Noahs «Arche» eine Rolle spielen.“
Für den ungewöhnlichen Plural in Vers 26 („Lasst uns Menschen machen…“) wurden folgende Deutungen vorgeschlagen.
Grammatisch:
- Pluralis Majestatis (Hoheitsplural);
- Pluralis Deliberationis (Plural der Absichtsbekundung / Selbstberatung);[101]

Inhaltlich:
- Gott Vater spricht zu Jesus Christus. Dieses Textverständnis ist schon in der Alten Kirche weit verbreitet, beispielsweise bei Ambrosius von Mailand: „Zu wem spricht Gott? Offenbar nicht zu sich; denn er spricht nicht: laßt mich machen, sondern: laßt uns machen. Auch nicht zu den Engeln, denn sie sind seine Diener; zwischen Knecht und Herr, zwischen Geschöpf und Schöpfer kann es aber keine Gemeinschaft des Wirkens geben. Vielmehr spricht er es zum Sohne, mag es auch den Juden nicht genehm sein, mögen auch die Arianer sich dagegen sträuben.“[102] Es handelt sich dabei um eine christlich-dogmatische Relecture.
- „Gott schließt sich mit den himmlischen Wesen seines Hofstaates zusammen und verbirgt sich damit doch auch wieder in dieser Mehrzahl.“[103] Gegen diese von vielen Exegeten favorisierte Deutung spricht, dass die Priesterschrift einen himmlischen Hofstaat sonst nicht erwähnt. Innerhalb der Hebräischen Bibel insgesamt ist er aber gut bezeugt. Die jüdische Tradition hat die himmlischen Wesen meist als Engel interpretiert. Jacob verweist zustimmend auf den klassischen Torakommentar von Raschi, der an dieser Stelle erklärt, Gott bespreche sich mit seiner familia – hier als lateinisches Lehnwort (פמליא) in Raschis hebräischem Text.[104]
- In mesopotamischen Mythen wirken mehrere Götter bei der Menschenschöpfung zusammen. Jede Gottheit gibt etwas von ihren eigenen Gaben und Eigenschaften ab. „Es ist das Götterkollektiv und nicht die Einzelgottheit, die den Menschen hervorbringt.“[101] Das kann dem Erzähler im Hintergrund noch präsent sein, auch wenn er das Motiv nicht entfaltet.

Drei Größen werden in Gen 1,26–27  einander zugeordnet: Gott – Mensch – Umwelt. Das Verständnis des hebräischen Textes war lange durch den christlich-theologischen Begriff der Gottebenbildlichkeit geprägt. Es ging demnach um die Verhältnisbestimmung von Gott und Mensch, um etwas im Wesen des Menschen (zum Beispiel Sprache, Verstand), was ihn zum Ebenbild der Gottheit macht. Als hebräisch צֶלֶם tselem, traditionell übersetzt mit ‚Ebenbild‘, wird aber das Kultbild bezeichnet, das die Gottheit repräsentiert; Norbert Lohfink prägte dafür den Begriff „Gottesstatue.“ Von einigen neueren Auslegern (Walter Groß, Bernd Janowski, Ute Neumann-Gorsolke) wird eine aus dem Begriff tselem abgeleitete Aussage über das Wesen des Menschen konsequent abgelehnt. Gegründet auf motivgeschichtliche Parallelen in der Levante und in Ägypten ergibt sich dann folgendes Textverständnis: Der Begriff tselem dient der Verhältnisbestimmung Mensch – Umwelt. Menschen sind als „Gottesstatuen“ Repräsentanten Gottes in der Welt. Eine Metapher der altägyptischen Königsideologie wird von der Priesterschrift auf jeden Mann und jede Frau angewendet. Sie nehmen Aufgaben stellvertretend für Gott wahr, ebenso wie Hadad-yis’is Statue diesen König in bestimmten Funktionen ersetzen konnte.
Frank Crüsemann übersetzte für die Bibel in gerechter Sprache: „Da schuf Gott Adam, die Menschen, als göttliches Bild, als Bild Gottes wurden sie geschaffen, männlich und weiblich hat er, hat sie, hat Gott sie geschaffen.“ (Gen 1,27 ) Jürgen Ebach erläuterte diese freie Wiedergabe des hebräischen Textes: „Wenn männliche und weibliche Menschen Gottes Bilder sind, kann Gott nicht allein männlich sein.“ Bei diesem Textverständnis wird hebräisch צֶלֶם tselem wieder interessant für Ähnlichkeiten von Gott und Mensch. Wenn man aber mit Janowski und anderen tselem als Repräsentanten Gottes gegenüber der Umwelt auffasst, bleibt kein Raum für eine solche Deutung.

##### Herrschaftsauftrag
Gottes Segen für die Menschen (Gen 1,28 ) beinhaltet, über die anderen Lebewesen als Gottes Beauftragte zu herrschen (Dominium terrae). Folgende Verben präzisieren, was mit Herrschaft gemeint ist:
- hebräisch כבש kavash „niedertreten“. Die gewalttätige Konnotation („versklaven, erniedrigen“[111]) liegt hier klar zutage, auch wenn Norbert Lohfink und Klaus Koch alternative Interpretationen vorschlugen.[112]
- hebräisch רדה radah. Hierbei wird in der Forschung diskutiert, ob das Verb nur gewalttätige Konnotationen hat („zertreten“, wie Trauben in der Kelter[113]) oder auch friedliche („hüten“).[114] Die Deutung als gewalttätiges Handeln dominierte zunächst. James Barr leitete 1972 ein Umdenken mit der These ein, das Verb radah sei von dem altorientalischen Ideal des königlichen Hirten her zu verstehen.[115] Im deutschen Sprachraum vertraten Norbert Lohfink, Klaus Koch, Erich Zenger[116] und andere diesen Deutungstyp.[115] Die Gute Nachricht Bibel übernimmt das Motiv des königlichen Hirten, das sie als kommunikative Übersetzung auch entfaltet: „Füllt die ganze Erde und nehmt sie in Besitz! Ich setze euch über … alle Tiere, die auf der Erde leben, und vertraue sie eurer Fürsorge an.“ Die revidierte Einheitsübersetzung (2016) stellt sich ebenfalls in diese Tradition und übersetzt radah mit „walten“. Die Bibel in gerechter Sprache übersetzt dagegen: „Zwingt nieder die Fische des Meeres, die Vögel des Himmels und alle Tiere, die auf der Erde kriechen“ und betont, eine Abschwächung des Vokabulars würde „gegen den Text das darin liegende Maß an Gewalt verdrängen“.[117]

Im Blick auf die Rezeption ist hervorzuheben, dass der Rat der EKD und die Deutsche Bischofskonferenz 1985 in einer gemeinsamen Erklärung formulierten: „Aufgeschreckt durch das offenkundig gewordene Ausmaß der Zerstörung unserer Umwelt und angestoßen durch die moderne Schriftauslegung, befragen wir die Bibel … nach dem gottgewollten Verhältnis des Menschen zu seinen Mitgeschöpfen.“ Eine Schlüsselrolle hat die Erläuterung der Begriffe kavash und radah (Gen 1,28 ): „Untertanmachen (Genesis 1,28) bedeutet, die Erde (den Boden) mit ihrem Wildwuchs botmäßig, gefügig machen“, also Kulturland zu schaffen, wo vorher Wildnis war. „Das Herrschen des Menschen über die Tierwelt hebt sich von der Unterwerfung des Bodens … deutlich ab. Es erinnert an das Walten eines Hirten gegenüber seiner Herde …. Gott legt dem Menschen das Leiten und Hegen der Tiergattungen auf (Genesis 1,26.28).“ Allerdings wird nicht klar, worin etwa ein Leiten und Hegen der Meerestiere zur Abfassungszeit der Priesterschrift konkret hätte bestehen können.
Walter Groß fasste den Verlauf der exegetischen Diskussion im Jahr 2000 so zusammen: maßgebliche Exegeten hätten „auf dem Höhepunkt ökologischer Betroffenheit“ zum vermeintlich sanften Hirtenbild geneigt; seit dem Abklingen dieser Betroffenheit seien wieder „eher gewaltbetonende Herrschaftskonzepte“ in den Vordergrund getreten. Andreas Schüle urteilte 2009: Die Begriffe des Herrschens hätten im Hebräischen einen „despotischen und sogar gewaltsamen Ton.“ Die herrscherliche Aufgabe des Menschen in einer rohen Welt bestehe darin, „die Ausbreitung von Gewalt zu verhindern und niederzuhalten.“ Ähnlich Annette Schellenberg 2011: Da die Verben radah und kavash als Paar auftreten, entstehe kein besonders harmonisches Bild des Mensch-Tier-Verhältnisses.

##### Erste Speisegebote (Gen 1,29–31)
Schöpfungserzählung und Fluterzählung sind in der Priesterschrift aufeinander bezogen. In der Welt des Anfangs ist das Töten von Lebewesen nicht nötig, nicht einmal zur Ernährung. Menschen und Tiere sind nach Gen 1,29-31  Vegetarier mit getrenntem Speiseplan. Da Fische und Haustiere nicht mit den Menschen um Nahrung konkurrieren, werden sie hier nicht besonders erwähnt. Diese Speiseordnung relativiert den zuvor an den Menschen ergangenen Herrschaftsauftrag. Es ist jedenfalls nicht nötig, Lebewesen zu töten, um das eigene Leben zu fristen. Da die Priesterschrift keinen Sündenfall kennt, folgt unvermittelt die Schilderung einer Welt, die sich – wie auch immer – mit Gewalt gefüllt hat (Gen 6,11 ) und ihrer Zerstörung in der Sintflut knapp entgeht. Am Ende der priesterschriftlichen Sintfluterzählung wird Fleisch als Nahrungsmittel toleriert (Gen 9,3 ).

### Ruhe am siebten Tag (Gen 2,1–3)

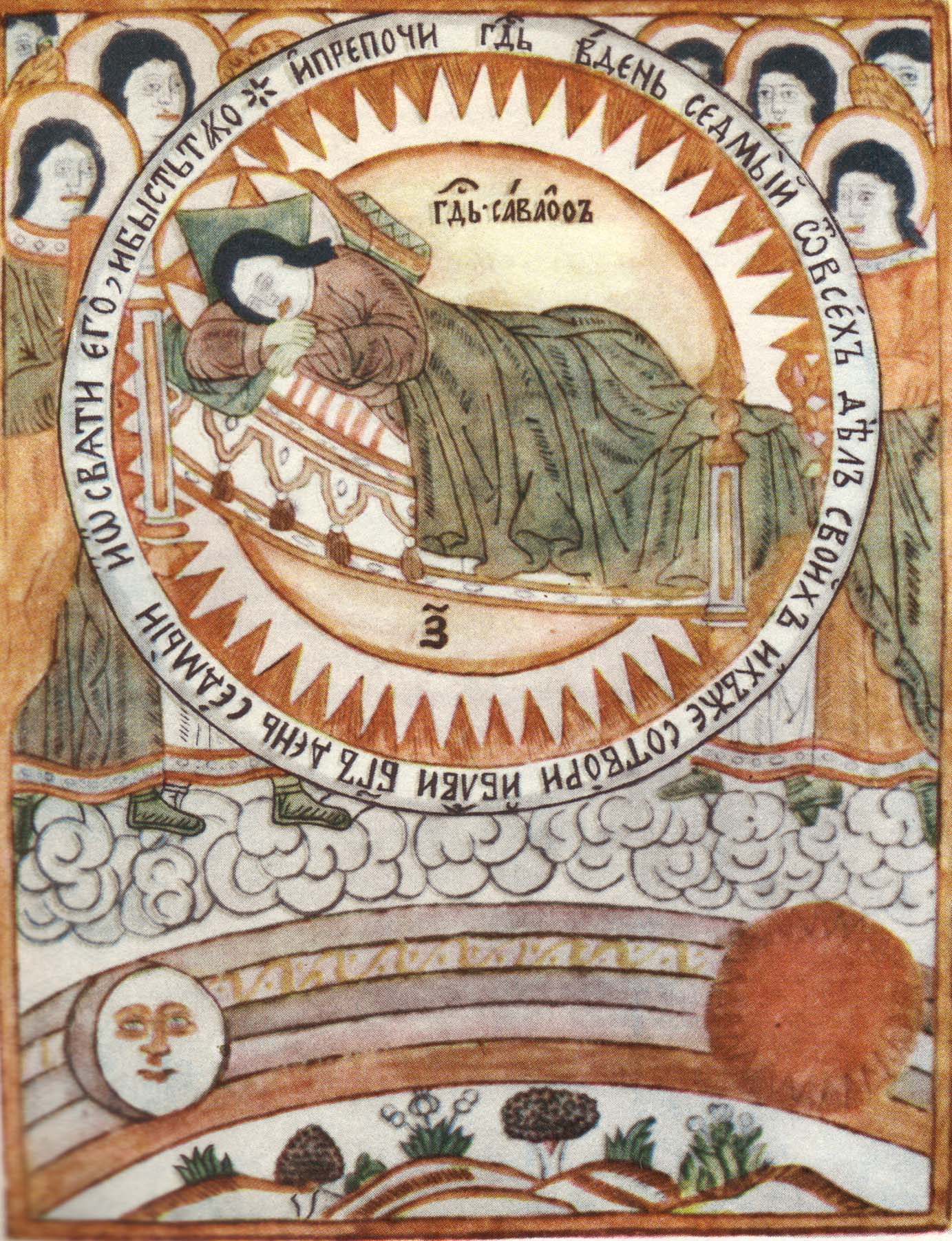
„Und der Herr ruhte am siebten Tag“ (Bilderbibel des Wassili Koren, 1696, Saltykow-Stschedrin-Bibliothek, Sankt Petersburg)

Mit der Gottesruhe am siebten Tag ist das Ziel der Erzählung erreicht. Das hier verwendete Verb hebräisch שבת shavat, deutsch ‚aufhören‘ hat dieselbe Wurzel wie das Substantiv hebräisch שַבָּת shabbat, und so „spiegelt sich in diesen Sätzen die spätere Begründung des Sabbat.“ Gunkel sah in den Versen 2,1–3  eine Ätiologie. Die Frage, warum der Sabbat ein Tag der Arbeitsruhe sei, lasse sich mit einem Anthropomorphismus beantworten: Weil Gott selbst am siebten Tag von seiner Arbeit ruhte. Dagegen spricht, dass dem Text die Handlungsanweisung fehlt. Er beschreibt eine Ruhe, die unabhängig vom Mittun oder Wahrnehmen des Menschen da ist. Obwohl kein Lebewesen, wird der siebte Tag von Gott gesegnet und geheiligt. Er soll fortbestehen und mit ihm auch die Wochenstruktur der Zeit. Dabei weist Gen 2,1–3 über sich hinaus; die Bedeutung des siebten Tags wird hier noch nicht offengelegt. Dies geschieht erst in der Mannaerzählung Ex 16 , die ein Schlüsseltext der Priesterschrift ist: Unter Anleitung des Mose erlernt Israel, den Sabbat zu feiern.
Gen 2,1–3  weist voraus auf weitere Erzählungen, die im Gesamtwerk der Priesterschrift wichtig sind:
- Nach sechstägigem Schweigen redet Gott am siebten Tag zu Mose auf dem Sinai (Ex 24,16 EU).[129]
- Die Verben vollenden – segnen – heiligen begegnen Ex 39–40 EU bei der Fertigstellung des Zeltheiligtums (Mischkan) wieder, wobei dieses Heiligtum ein Vorläufer des Jerusalemer Tempels ist. Wenn Mose das Zeltheiligtum mit den Kultgeräten einrichten lässt, entspricht das Gottes Schöpfungswerken.[130][131][132] „Auf diese Weise werden Schöpfung und Tempelgründung wie in der Vielzahl der altvorderorientalischen Schöpfungstexte in ein Entsprechungsverhältnis gesetzt.“[133]

### Textausgabe
- Biblia Hebraica Stuttgartensia. 5. Auflage. Deutsche Bibelgesellschaft, Stuttgart 1997, ISBN 3-438-05219-9.

### Hilfsmittel
- Wilhelm Gesenius: Hebräisches und Aramäisches Handwörterbuch über das Alte Testament. Hrsg.: Herbert Donner. 18. Auflage. Springer, Berlin / Heidelberg 2013, ISBN 978-3-642-25680-6.

### Kommentarliteratur
- Jan Christian Gertz: Das erste Buch Mose (Genesis). Die Urgeschichte Gen 1–11 (= Das Alte Testament Deutsch. Band 1 neu). Vandenhoeck & Ruprecht, Göttingen 2018, ISBN 978-3-525-57055-5.
- Hermann Gunkel: Genesis, übersetzt und erklärt (= Göttinger Handkommentar zum Alten Testament.). 5. Auflage. Vandenhoeck & Ruprecht, Göttingen 1922. (online)
- Benno Jacob: Das Buch Genesis. Calwer Verlag, Stuttgart 2000, ISBN 3-7668-3514-9. (Nachdruck des beim Schocken Verlag, Berlin 1934 erschienenen Werkes)
- Andreas Schüle: Die Urgeschichte (Genesis 1–11) (= Zürcher Bibelkommentare AT, Neue Folge. Band 1.1). TVZ, Zürich 2009, ISBN 978-3-290-17527-6.
- Horst Seebaß: Genesis I Urgeschichte (1,1–11,26). Neukirchener Verlag, Neukirchen-Vluyn 1996, ISBN 3-7887-1517-0.
- Gerhard von Rad: Das erste Buch Mose, Genesis Kapitel 1–12,9 (= Das Alte Testament Deutsch. Band 2). 3. Auflage. Vandenhoeck & Ruprecht, Göttingen 1953.
- Claus Westermann: Genesis 1–11 (= Biblischer Kommentar. Band I/1). Neukirchener Verlag, Neukirchen-Vluyn 1974, ISBN 978-3-7887-0028-7.

### Monographien und Zeitschriftenaufsätze
- Martin Arneth: Durch Adams Fall ist ganz verderbt…: Studien zur Entstehung der alttestamentlichen Urgeschichte (= Forschungen zur Religion und Literatur des Alten und Neuen Testaments. Band 217). Vandenhoeck & Ruprecht, Göttingen 2007, ISBN 978-3-525-53080-1. (online. In: digi20.digitale-sammlungen.de. 28. Februar 2012, abgerufen am 5. November 2018.)
- Jan Assmann: Theologie und Weisheit im alten Ägypten. Wilhelm Fink Verlag, München 2005, ISBN 3-7705-4069-7. (online. In: digi20.digitale-sammlungen.de. 28. Februar 2012, abgerufen am 5. November 2018.)
- Michaela Bauks: Die Welt am Anfang. Zum Verhältnis von Vorwelt und Weltentstehung in Gen 1 und der altorientalischen Literatur (= Wissenschaftliche Monographien zum Alten und Neuen Testament. Band 74). Neukirchen-Vluyn 1997, ISBN 978-3-7887-1619-6.
- Michaela Bauks: Genesis 1 als Programmschrift der Priesterschrift (Pg). In: André Wénin (Hrsg.): Studies in the Book of Genesis. Literature, Redaction and History. Leuven University Press 2001, ISBN 90-429-0934-X, S. 333–345.
- Walter Bührer: „Am Anfang…“ Untersuchungen zur Textgenese und zur relativ-chronologischen Einordnung von Gen 1–3 (= Forschungen zur Religion und Literatur des Alten und Neuen Testaments. Band 256). Vandenhoeck & Ruprecht, Göttingen 2014, ISBN 978-3-647-54034-4.
- Jan Christian Gertz: Antibabylonische Polemik im priesterschriftlichen Schöpfungsbericht? In: Zeitschrift für Theologie und Kirche 106 (2009), S. 137–155.
- Walter Groß: Gen 1, 26.27; 9,6: Statue oder Ebenbild Gottes? Aufgabe und Würde des Menschen nach dem hebräischen und dem griechischen Wortlaut. In: Jahrbuch für Biblische Theologie. Band 15 (2000), S. 11–38.
- Cornelis Houtman: Der Himmel im Alten Testament. Israels Weltbild und Weltanschauung. Brill, Leiden / New York / Köln 1992, ISBN 90-04-09690-6.
- Bernd Janowski: Die lebendige Statue Gottes. Zur Anthropologie der priesterlichen Urgeschichte. In: Markus Witte (Hrsg.): Gott und Mensch im Dialog. Festschrift Otto Kaiser. (= Beihefte zur Zeitschrift für die alttestamentliche Wissenschaft. Band 345/1) Walter de Gruyter, Berlin /New York 2004, ISBN 3-11-018354-4. S. 183–214. (online)
- Manfred Krebernik: Altoriental(ist)ische und biblische Schöpfungsmythen. In: Klaus Manger (Hrsg.): Jenaer Universitätsreden. Philosophische Fakultät. Antrittsvorlesungen VII, Jena 2005, S. 143–169, auf archiv.ub.uni-heidelberg.de
- Steffen Leibold: Raum für Konvivenz: Die Genesis als nachexilische Erinnerungsfigur. Herder, Freiburg / Basel / Wien 2014, ISBN 978-3-451-31577-0.
- Christoph Levin: Tatbericht und Wortbericht in der priesterschriftlichen Schöpfungserzählung. In: Fortschreibungen. Gesammelte Studien zum Alten Testament (= Beihefte zur Zeitschrift für die Alttestamentliche Wissenschaft. Band 316). Walter de Gruyter, Berlin / New York 2003, ISBN 3-11-017160-0. S. 23–39. Erstmals erschienen in: Zeitschrift für Theologie und Kirche 91 (1994), S. 115–133.
- Norbert Lohfink: Die Gottesstatue. Kreatur und Kunst nach Genesis 1. In: Im Schatten deiner Flügel. Große Bibeltexte neu erschlossen. Herder, Freiburg / Basel / Wien 1999, ISBN 3-451-27176-1, S. 29–48.
- Annette Schellenberg: Der Mensch, das Bild Gottes? Zum Gedanken einer Sonderstellung des Menschen im Alten Testament und in weiteren altorientalischen Quellen (= Abhandlungen zur Theologie des Alten und Neuen Testaments. Band 101). TVZ, Zürich 2011, ISBN 978-3-290-17606-8.
- Werner H. Schmidt: Die Schöpfungsgeschichte der Priesterschrift. Zur Überlieferungsgeschichte von Gen 1,1–2,4a und 2,4b–3,24 (= Wissenschaftliche Monographien zum Alten und Neuen Testament. Band 17). 3. Auflage. Neukirchen-Vluyn 1973, ISBN 3-7887-0054-8.
- Andreas Schüle: Der Prolog der hebräischen Bibel. Der literar- und theologiegeschichtliche Diskurs der Urgeschichte (Gen 1–11) (= Abhandlungen zur Theologie des Alten und Neuen Testaments. Band 86). TVZ, Zürich 2006, ISBN 978-3-290-17359-3.
- Odil Hannes Steck: Der Schöpfungsbericht der Priesterschrift: Studien zur literarkritischen und überlieferungsgeschichtlichen Problematik von Gen 1,1–2,4a (= Forschungen zur Religion und Literatur des Alten und Neuen Testaments. Band 115). 2. Auflage. Vandenhoeck & Ruprecht, Göttingen 1981, ISBN 3-525-53291-1. (online. In: digi20.digitale-sammlungen.de. 28. Februar 2012, abgerufen am 5. November 2018.)
- Peter Weimar: Studien zur Priesterschrift (= Forschungen zum Alten Testament. Band 56). Mohr Siebeck, Tübingen 2008, ISBN 978-3-16-149446-8.
- Markus Witte: Die biblische Urgeschichte: redaktions- und theologiegeschichtliche Beobachtungen zu Gen 1,1–11,26 (= Beihefte zur Zeitschrift für die alttestamentliche Wissenschaft. Band 265). Walter de Gruyter, Berlin / New York 1998, ISBN 3-11-016209-1.
- Erich Zenger: Gottes Bogen in den Wolken, Untersuchungen zu Komposition und Theologie der priesterschriftlichen Urgeschichte. Katholisches Bibelwerk, Stuttgart 1983, ISBN 978-3-460-04121-9.